# Lillpite
Lillpite est une localité de la commune de Piteå dans le comté de Norrbotten en Suède.
Sa population était de 391 habitants en 2019.